# 第2軍団 (韓国陸軍)
第2軍団（だい2ぐんだん、第二軍團、제2군단）は、大韓民国陸軍の軍団で第1軍の隷下にある。

## 歴史
1950年7月12日に第6歩兵師団と第8歩兵師団を隷下に置く形で創設。釜山橋頭堡の戦いの直前の7月25日に韓国軍第2次編成により第1歩兵師団、第6歩兵師団を隷下に置くこととなった。釜山橋頭堡の戦いで大邱北方の防御を担当。仁川上陸作戦後は第6歩兵師団、第7歩兵師団、第8歩兵師団を隷下に置き北進。1950年10月下旬に中国人民志願軍の攻勢を受けて敗退。1950年11月、再び攻勢を受けて敗退。1951年1月10日に解散。
白野戦戦闘司令部を基幹に第2軍団が再創設されることになり、1952年2月、200名余りの創設要員は米軍第9軍団で現地教育（on-the-job training,OJT）を5週間受けた。これは戦後の停戦体制を念頭に置いた米軍の政策の一環であった。休戦会談が締結されると米軍が撤退することは明らかであり、韓国軍が信頼できる水準の戦闘効率を確保することが重要になった。韓国軍の規模を拡大するためには師団を増やすだけでなく、上級部隊の軍団も創設し、軍団の作戦指揮能力も検証しなければならなかった。
1952年4月5日、春川北方のソトゴミ（소토고미）で再編成。それ以前の韓国軍の軍団は、戦車、通信、工兵などの戦闘部隊や支援部隊が無く軍団司令部のみであり、隷下の師団を適切に支援する能力は無く主に作戦指揮中心の機能だけであった。軍団司令部は米軍に次ぐ機能を備え、工兵や通信部隊などを持っていたが、砲兵と装甲部隊は依然として不足していた。韓国軍砲兵は増編されていたが、既存の師団砲兵を増強することが急務であたため、第2軍団砲兵は米軍第5砲兵団の支援を受け、これにより諸兵協同作戦を遂行できる最初の軍団となった。首都師団、第3師団、第6師団から成り、中部戦線の金城正面を担当した。
1953年2月、第2軍団砲兵団が光州尚武台で創設され、教育及び訓練を終えた後、5月9日に第2軍団に配属された。
現在は春川市に本部を置いている。

## 編制
- 第7歩兵師団（七星師団）
  - 本部大隊
  - 第3歩兵連隊
  - 第5歩兵連隊
  - 第8歩兵連隊
  - 砲兵連隊
- 第15歩兵師団（勝利師団）
  - 本部大隊
  - 第38歩兵連隊
  - 第39歩兵連隊
  - 第50歩兵連隊
  - 砲兵連隊
- 第27歩兵師団（勝とう師団）
  - 本部大隊
  - 第77歩兵連隊
  - 第78歩兵連隊
  - 第79歩兵連隊
  - 砲兵連隊
- 第2工兵旅団
- 第2砲兵旅団
- 第102情報旅団
  - 第721情報大隊
  - 第722情報大隊
- 第302警備連隊
- 第702特攻連隊
- 第1戦車大隊
- 第142情報大隊
- 第512防空大隊
- 軍団本部隊

支援部隊
- 第12航空団 - 航空作戦本部

## 歴代軍団長
| 代 | 氏名               | 氏名     | 在任期間                       | 出身校・期                           | 前職                                 | 後職                   | 備考     |
| -- | ------------------ | -------- | ------------------------------ | ------------------------------------ | ------------------------------------ | ---------------------- | -------- |
| 代 | 漢字/片仮名表記    | 原語表記 | 在任期間                       | 出身校・期                           | 前職                                 | 後職                   | 備考     |
| 1  | 金白一             | 김백일   | 1950年7月12日 - 7月20日        | 奉天5期 軍事英語学校1期              | 咸昌地区戦闘司令官                   | 第1軍団副軍団長        |          |
| 2  | 劉載興             | 유재흥   | 1950年7月20日 - 1951年1月      | 日本陸士55期 軍事英語学校1期         | 第1軍団副軍団長                      | 参謀次長               |          |
| 3  | 白善燁             | 백선엽   | 1952年4月5日 - 1952年7月23日   | 奉天9期                              | 第1軍団長                            | 参謀総長               |          |
| 4  | 劉載興             | 유재흥   | 1952年7月23日 - 1953年2月      | 日本陸士55期 軍事英語学校1期         | 軍事休戦会談代表                     | 参謀次長               |          |
| 5  | 丁一権             | 정일권   | 1953年2月 - 1954年2月          | 奉天5期 日本陸士55期 軍事英語学校1期 | 米第9軍団副軍団長                    | 参謀総長               |          |
| 6  | 張都暎             | 장도영   | 1954年2月 - 1955年5月27日      | 軍事英語学校1期                      | 第8師団長                            | 陸軍参謀次長           |          |
| 7  | 咸炳善             | 함병선   | 1955年5月27日 - 1957年7月      | 日本陸士55期 軍事英語学校1期         | 第2訓練所長                          | 陸軍本部企画参謀副長   |          |
| 8  | 張昌国             | 장창국   | 1957 - 1959年7月               | 軍事英語学校1期                      | 第1軍団長                            | 米留学                 |          |
| 9  | 金炯一             | 김형일   | 1959年7月 - 1960年9月          | 軍英1期                              | 連合参謀本部長                       | 陸軍参謀次長           |          |
| 10 | 閔耭植             | 민기식   | 1960年9月 - 1961年5月          | 軍英1期                              | 第1軍副司令官                        | 第2軍司令官            |          |
| 11 | 朴璟遠             | 박경원   | 1961年5月 - 1962               | 陸士2期                              | 諜報部隊長                           | 内務省長官             |          |
| 12 | 金益烈             | 김익렬   | 1962                           | 陸軍予備士官学校 軍英1期             | 第1軍団長                            | 戦闘兵科教育司令官     |          |
| 13 | 文亨泰             | 문형태   | 1962 - 1963                    | 日本志願兵2期 警備士官学校第2期      | 第1軍団長                            | 陸軍参謀次長           |          |
| 14 | 李相喆             | 이상철   | 1963 - 1965年2月26日           | 軍英1期                              | 第1軍団長                            | 予備役                 |          |
| 15 | 金相福             | 김상복   | 1965年2月26日 - 1966年7月      | 軍英1期                              | 第1軍団長                            | 国防部管理次官補       |          |
| 16 | 盧載鉉             | 노재현   | 1966年7月 - 1969年8月21日      | 陸士3期                              | 軍需基地司令官                       | 陸軍参謀次長           |          |
| 17 | 尹泰浩             | 윤태호   | 1969年8月21日 - 1971年         |                                      | 陸軍本部情報本部参謀部長             | 国防部管理次官補       |          |
| 18 | 金鍾煥             | 김종환   | 1971 - 1973年8月14日           | 陸士4期                              | 陸軍本部情作部長                     | 保安司令官             |          |
| 19 | 金鍾洙             | 김종수   | 1973年8月14日 - 1975           | 陸士3期                              | 駐越副司令                           | 第2軍司令官            |          |
| 20 | 李範俊             | 이범준   | 1975 - 1977                    | 陸士8期                              | 陸軍本部軍需参謀部長                 | 陸軍軍需司令官         |          |
| 21 | 兪学聖             | 유학성   | 1977 - 1979                    | 政訓1期                              | 陸軍本部教育参謀部長                 | 国防部軍需次官補       |          |
| 22 | 崔永植             | 최영식   | 1979 - 1980年8月               | 陸士8期                              |                                      |                        |          |
| 23 | 張正烈             | 장정열   | 1980年8月 - 1982年6月          | 生徒2期                              | 陸軍本部戦略企画参謀部長             | 軍特命検閲会長         |          |
| 24 | 金應烈             | 김응렬   | 1982年6月 - 1984年7月          | ？                                   | 陸軍本部人事参謀部長                 | 予備役                 |          |
| 25 | 張基梧             | 장기오   | 1984年7月 - 1985年12月         | 陸士12期                             | 首都師団長                           | 教育司令官             | ハナフェ |
| 26 | 閔庚培             | 민경배   | 1985年12月 - 1987              | 陸士14期                             |                                      | 教育司令官             |          |
| 27 | 申末業             | 신말업   | 1987 - 1989年3月29日           | 陸士16期                             | 第5師団長                            | 参謀次長               | ハナフェ |
| 28 | 千容宅             | 천용택   | 1989年3月 - 1990               | 陸士16期                             | 陸軍本部民心参謀部長                 | 合同参謀戦略企画本部長 |          |
| 29 | 張城               | 장성     | 1990 - 1992                    | 陸士18期                             | 陸軍本部政策企画室長                 | 国防部政策室長         |          |
| 30 | 金吉夫             | 김길부   | 1992 - 1993？                  | 陸士20期                             | 歩兵学校長                           | 兵務庁長               |          |
| 31 | 劉在烈             | 유재열   | - 1995年10月11日               | 陸士21期                             | 国防部軍需局長                       | 軍需司令官             |          |
| 32 | 曹永吉             | 조영길   | 1995年10月11日 - 1997年10月    | 甲種172期                            | 合同参謀戦力企画部長                 | 第2軍司令官            |          |
| 33 | 朴魯淑             | 박노숙   | 1997年10月 - 1999年10月25日    | 陸士24期                             | 陸軍本部人事参謀部                   | 予備役編入？           |          |
| 34 | 黄圭軾             | 황규식   | 1999年10月25日 - 2001年11月9日 | 陸士26期                             | 陸軍本部人事参謀部長                 | 国防大学校総長         |          |
| 35 | 金基成             | 김기성   | 2001年11月9日 - 2002年10月17日 | 陸士27期                             | 陸軍本部軍需部長                     | 軍需司令官             |          |
| 36 | 金寛鎮             | 김관진   | 2002年10月17日 - 2004年5月27日 | 陸士28期                             | 陸軍本部企画管理参謀部長             | 統合参謀本部作戦本部長 |          |
| 37 | 鄭東漢             | 정동한   | 2004年5月27日 - 2005年11月10日 | 陸士29期                             | 陸軍本部情報作戦部長                 | 2軍副司令官            |          |
| 38 | 金顕錫             | 김현석   | 2005年11月10日 - 2007年12月6日 | 陸士30期                             | 合同参謀作戦部長                     |                        |          |
| 39 | 鄭承兆             | 정승조   | 2007年12月6日 - 2009年4月22日  | 陸士32期                             | 国防部政策企画官                     | 陸士校長               |          |
| 40 | 呉正錫             | 오정석   | 2009年4月22日 -2010年12月      | 三士10期                             | 教育司教育訓練部長                   |                        |          |
| 41 | 朴宣宇             | 박선우   | 2010年12月 - 2012年11月5日     | 陸士35期                             | 合同参謀本部作戦本部長               | 合同参謀本部作戦本部長 |          |
| 42 | 梁淙琇             | 양종수   | 2012年11月5日 - 2014年4月      | 陸士37期                             | 陸軍本部情報作戦参謀部長             | 陸士校長               |          |
| 43 | 高鉉洙             | 고현수   | 2014年4月 - 2016年4月29日      | 学軍20期                             | 陸軍訓練所長                         |                        |          |
| 44 | 金雲龍             | 김운용   | 2016年4月29日 -                | 陸士40期                             | 陸軍情報作戦部長                     | 3軍司令官              |          |
| 45 | チェ・ヨンチョル   | 최영철   | 2017年9月28日 - 2019年11月     | 陸士41期                             | 第1軍参謀長                          |                        |          |
| 46 | 朴正煥             | 박정환   | 2019年11月～2020年12月         | 陸士44期                             | 韓米連合軍司令部作戦参謀部次長       | 合同参謀本部作戦本部長 |          |
| 47 | チョン・チョルジェ | 정철재   | 2020年12月～2021年12月9日      | 三士23期                             | 合同参謀本部軍事支援本部民軍作戦部長 | 教育司令官             |          |
| 48 | ジャン・グァンソン | 장광선   | 2021年12月9日 - 2023年11月     | 三士25期                             | 三士校長                             | 予備役                 |          |
| 49 | 朴厚成             | 박후성   | 2023年11月 - 現                | 陸士48期                             | 合同参謀本部核・WMD対応本部長        |                        |          |

## 副軍団長
- 李翰林：1950年7月15日 - 8月
- 楊国鎮：1952年
- 元容徳：1952年4月 - 5月
- 姜文奉：1952年8月 - 9月
- 安光栄：1964年1月9日 - 1965
- 金柱亨：1970年[40]
- 柳俊馨：1981年7月13日 - 1982年
- ジョ・ビョンオ：2008年12月

## 参謀長
- 姜英勲：1950年7月12日[3] - 1950年8月
- 李翰林：1950年8月 - 1951年1月
- 李炯錫：1952年2月 - 4月
- 金雄洙：1952年6月-
- 金點坤： - 1952年10月
- 徐鐘喆：1952年 - 1953年
- 金悳模：1970年 - 1971年[41]
- 河小坤：1971年 - 1973年
- 李載熙：1973年[42] -
- 文判生：1993年[43]
- 任官彬：2000年?
- 金曜煥（朝鮮語版）：2003年11月 - 2004年11月
- 李淳鎮（朝鮮語版）：2007年5月 - 2008年3月
- ジャン・グァンソン（중장은）：2018年1月[39] - 2018年12月